# Bajki z krainy pieców
Bajki z krainy pieców – film poświęcony historii powstawania "wydawanych" po kryjomu z narażeniem życia przez więźniów obozu koncentracyjnego Auschwitz-Birkenau bajek przeznaczonych dla ich dzieci. Więźniowie tworzyli ilustrowane bajki, a następnie – dzięki pomocy ludzi przebywających na wolności – przekazywali swoim bliskim. Bajki miały być pamiątką po autorach, którzy nie wiedzieli, czy uda im się odzyskać wolność i spotkać z dziećmi. Historię bajek opowiadają w filmie osoby nimi obdarowane oraz biorące udział w ich przekazywaniu.